# Musikjahr 1686
Liste der Musikjahre

◄◄ | ◄ | 1682 | 1683 | 1684 | 1685 | Musikjahr 1686 | 1687 | 1688 | 1689 | 1690 | ► | ►►

Weitere Ereignisse
Dieser Artikel behandelt das Musikjahr 1686.

## Ereignisse

### Personalien
- Der Kastrat venezianischer Herkunft Andrea Adami da Bolsena (1663–1742), genannt Il Bolsena, ein Mitglied der Cappella Giulia und der Congregazione dei Musici di S Cecilia tritt in Rom in den Dienst Kardinal Pietro Ottobonis, in dessen Palast er bis 1740 diente.[1]
- Henrico Albicastro wird Musicus academiae an der Universität Leiden.[2]
- Miguel de Ambiela (1666–1733), Kapellmeister an der Kollegiatkirche in Daroca, wird in selber Funktion an die Kathedrale von Lerida berufen.
- Die französische Sängerin Anne de la Barre, Mitglied der königlichen Kammermusik, wird pensioniert.[3]
- John Barrett wird Chorister in der Chapel Royal unter der Leitung von John Blow.[4]
- Giovanni Battista Bassani wird 1686 zum Domkapellmeister an der Kathedrale von Ferrara ernannt.[5]
- Francesco Maria Bazzani war von 1684 bis 1686 Kapellmeister an der Kirche San Giovanni in Canale in Piacenza.[6]
- Johann Beer ist von 1686 bis 1700 Direktor des Hoforchesters in Weißenfels.[7]
- Giovanni Bicilli, Kapellmeister an der Lateransbasilika, wird ein Guardiano der Abteilung der Kapellmeister der Kongregation Santa Cecilia in Rom.[8]
- Am 25. April wird Philipp Jakob Böddecker (1642–1707) Organist an der Stiftskirche in Stuttgart.[9]
- Antonio Maria Bononcini und Giovanni Bononcini sind beide Schüler von Giovanni Paolo Colonna in Bologna.[10] Giovanni wird am 30. Mai im Alter von fünfzehn Jahren in die Accademia Filarmonica in Bologna aufgenommen.[11]
- Christian Ludwig Boxberg legt seine Reifeprüfung an der Thomasschule in Leipzig ab. Sein Lehrer ist Johann Schelle.[12]
- Richard Browne wird Organist an der Kirche St Lawrence Jewry in London.[13]
- Der italienische Geiger und Komponist Gian Carlo Cailò wird Lehrer für Streichinstrumente am Conservatorio di Santa Maria di Loreto in Neapel.[14]
- Der französische Komponist und jüngere Bruder Andre Campras, Joseph Campra (1662–1744), wird Dirigent des Orchesters der Opera de Marseille.[15]
- Francois Couperin wird am 18. November 18 Jahre alt. Dadurch wird er Organist an St-Gervais in Paris. Er wird Nachfolger Michel-Richard Delalandes, der bis zu diesem Zeitpunkt als Organist vertraglich gebunden war.[16]
- Pietro degli Antonii wird Kapellmeister an der Basilika Santo Stefano in Bologna.[17]
- Der französische Komponist André Cardinal Destouches erhält von 1681 bis 1686 seine Ausbildung bei den Jesuiten in der Rue Saint Jaques in Paris.[18]
- Anders von Düben der Jüngere, Sohn des Schwedischen Hofkapellmeisters Gustav Düben und später selbst in gleicher Funktion tätig, wird Sopranist am schwedischen Hof in Stockholm.[19]
- Der spanische Organist und Komponist Sebastián Durón wechselt aus finanziellen Gründen als Erster Organist von der Kathedrale von Burgo de Osma an die Kathedrale von Palencia.[20]
- Der spanische Komponist Francisco Espelt ist Oboist und zeitweise Organist an der Kirche Santa María del Mar in Barcelona. Er erhält die Stelle aber nicht auf Dauer.[21]
- Am Weihnachtstag des Jahres wird in London The Catholic Chapel König Jakobs II. eröffnet. zu den Instrumentalisten zählten der englische Geiger und Komponist Thomas Farmer († 1688)[22] und der englische Komponist James Paisible,[23] der um den 4. Dezember desselben Jahres herum die Sängerin, Tänzerin und Schauspielerin Mary Davis heiratet.[24][25] Zum Leiter des katholischen Chores wird Innocenzo Fede (um 1660 – um 1732) bestimmt, der zu diesem Zeitpunkt nach London kommt und seinen Dienst antritt.[26]
- Der italienische Violinist Antonio Fedeli wird ins Orchester an San Marco in Venedig aufgenommen.[27]
- Johann Philipp Förtsch, Hofkapellmeister in Schloss Gottorf, komponiert zwischen 1686 und 1688 ungefähr 80 Kantaten und geistliche Konzerte.[28]
- Maximillian Dietrich Freislich kommt ungefähr 1686/87 nach Danzig, wird dort Sänger im Chor der Marienkirche und Schüler von Kapellmeister Johann Valentin Meder.[29]
- Antonio Giannettini wird zum Hofkapellmeister in Modena ernannt. Er hat auch die Stelle des Kapellmeisters in der venezianischen Residenz Ernst Augusts, des Herzogs Herzog zu Braunschweig und Lüneburg, inne.[30]
- Der italienische Kastrat und Komponist Nicolò Giovanardi, genannt Lo Zanardino hält sich von Mai bis Juli des Jahres am Hof Kaiser Leopolds I. in Wien auf.[31]
- William Greggs († 1710), Organist und Master of Choristers an der Kathedrale von Durham verlässt diese für einen dreimonatigen Studienaufenthalt in London.[32]
- Nach der Produktion der Oper 1685 in Neapel, wird sie in Florenz aufgeführt. Zum Ensemble zählt der Kastrat Giovanni Francesco Grossi, genannt Siface.[33][34] Er sang auch in einer accademia (einer Art Konzert) am Hofe des Kardinals Francesco Maria de’ Medici.[35]
- Jorge de Guzmán wird Kantor an der Kathedrale von Cadiz.[36]
- Der Instrumentenmacher Michael Hainlein wird Magister (Meister) in Nürnberg.[37]
- Der englische Instrumentenbauer John Harris (1672–1731) beginnt eine Lehre bei William Bull.[38]
- Nach dem Tod von Johann Friedrich von Brandenburg-Ansbach wird das dortige Hoforchester aufgelöst und Musiker wie Johann Georg Conradi müssen sich um andere Stellen bemühen.[39]
- Peter Hasse der Jüngere wird Organist an der Jakobikirche in Lübeck.[40]
- Der Organist der Hamburger Petrikirche Andreas Kneller heiratet die Tochter Johann Adam Reinckens, Margaretha-Maria.[41]
- August Kühnel, Violist bei Moritz Wilhelm, dem Herzog von Sachsen-Zeitz, in Schloss Moritzburg in Zeitz, wird von Landgräfin Elisabeth Dorothea von Sachsen-Gotha-Altenburg nach Darmstadt berufen und zum Violisten und Direktor der Instrumentalisten unter Kapellmeister Wolfgang Carl Briegel ernannt.[42]
- Der spanischen Komponist Antonio de Literes y Carrión beginnt mit seiner musikalischen Ausbildung an der Spanischen Königlichen Kapelle.[43]
- Der italienische Sänger, Komponist und Impressario Carlo Ambrogio Lonati steht als Virtuose in Diensten von Ferdinando Carlo von Gonzaga-Nevers des Herzogs von Mantua.[44]
- Der spanische Organist und Komponist Miguel López tritt nach seinem Noviziat im Kloster Montserrat in den Benediktinerorden ein und beginnt setzt sein in der Escola de Montserrat begonnenes Studium im Kloster San Martín de Madrid fort.[45]
- Der italienische Komponist Paolo Magni wird am 31. Januar zum Zweiten Organisten am Mailänder Dom ernannt.[46]
- Bis zu ihrem Tod 1686 unterhielt Eleonora Magdalena von Mantua-Nevers-Gonzaga, die dritte Gattin Kaiser Ferdinands III., neben der Hofkapelle des Kaisers eine eigene aus 26 Personen bestehende Musikkapelle.[47]
- Der Fagottist Maillard wird an den Hof in Darmstadt berufen.[48]
- Der französische Komponist Jean-Noël Marchand wird Symphonist der königlichen Kapelle.[49]
- Der italienische Geiger und Komponist Carlo Antonio Marino, zuvor nur gelegentlich als Geiger engagiert, wird Zweiter Violinist an Santa Maria Maggiore in Bergamo.[50]
- Der italienische Tenor Giuseppe Marsigli steht ab 6. September als Virtuose im Dienst des Herzogs von Mantua, Ferdinando Carlo Gonzaga-Nevers.[51]
- Der italienische Komponist und Instrumentalist Giovanni Marco Martini steht ab 2. April in Diensten von Francesco II. d’Este, dem Herzog von Modena.[52]
- Ab 1686 gibt es Aufzeichnungen über musikalische Theateraufführungen im Stift Melk.[53][54]
- Daniel Merck, Kantor der Barfüsserkirche in Augsburg, erteilt ab 1686 als Violinist Instrumentalunterricht.[55]
- Das Teatro di Corte (auch bekannt als Teatro Ducale) in Modena wird mit der Aufführung von L’Eritrea, overo Gl’inganni della maschera (Libretto: Giovanni Battista Rosselli Genesini, Komponist: unbekannt) eingeweiht.[56]
- Der englische Sänger und Komponist William Norris wird Junior Vicar an der Kathedrale von Lincoln.[57]
- Georg Österreich wird Tenorsänger am Hof von Braunschweig-Wolfenbüttel im Schloss Wolfenbüttel.[58]
- Augustin Pfleger kehrt nach Schlackenwerth zurück und wird erneut Kapellmeister am Hof des Herzogs Julius Franz von Sachsen-Lauenburg.[59]
- Der englische Organist und Komponist Francis Pigott wird als Nachfolger von Benjamin Rogers Organist am Magdalen College in Oxford.[60]
- Der Sänger Francesco Antonio Pistocchi trat in den Dienst von Ranuccio II. Farnese, des Herzogs von Parma und Piacenza ein.[61]
- Giuseppe Ottavio Pitoni wird Kapellmeister am Collegium Germanicum und der dazu gehörigen Kirche Basilica di Sant’Apollinare, eine Stellung, die vor ihm Giacomo Carissimi bekleidet hatte.[62]
- ‘Captain’ Prendcourt wird zum Master of the Children der Catholic Chapel in Whitehall ernannt.[63]
- Der Organist Nicolas van Rans wird Kapellmeister am Hof in Brüssel.[64]
- Während der Karnevalssaison finden in einem Theatersaal im Palazzo Publico in Ravenna mehrere Opernaufführungen statt.[65]
- Der englische Geiger und Komponist Valentine Reading gehört einem Streichensemble an, das sich im Sommer mit König Jakob II. in Windsor Castle aufhält.[66]
- Georg Reutter wird als Nachfolger seines Lehrers Johann Caspar von Kerll Organist am Stephansdom in Wien.[67]
- Der englische Organist Vaughan Richardson wird im März 1686 Organist an der Kathedrale von Worcester.[68]
- Benjamin Rogers, langjähriger Organist am Magdalen College, verlor seine dortige Stellung wegen ungebührlichen Verhaltens während des Dienstes.[69]
- Der italienische Komponist und Organist Bernardo Sabadini wird Hofkomponist am Hof des Herzogs Ranuccio II. Farnese in Parma.[70]
- Der italienische Komponist, Organist und bisherige Vizekapellmeister Pietro Sanmartini wird am 21. Juni Erster Kapellmeister an der Kathedrale von Florenz.[71]
- Der dänische Komponist Matthias Henriksen Schacht, Kantor am Gymnasium in Odense, wird Rektor der Schule und Stadtmusiker in Kerteminde.[72]
- Benedict Schultheiss wird Organist an der Frauenkirche in Nürnberg.
- Der deutsche Komponist Theodor Schwartzkopff wird zum Vizekapellmeister in Stuttgart ernannt.[73]
- Der italienische Komponist Agostino Steffani wird zum Münchner Hofkapellmeister ernannt.
- Moses Snow wird Organist an St Katharine Cree in London.[74]
- Nicolaus Adam Strungk, Hofkomponist Herzog Ernst Augusts, des Herzogs zu Braunschweig und Lüneburg, hält sich mit diesem in Venedig auf, wo er Kurfürst Johann Georg III. und Carlo Palavicino, den Direktor der Oper in Dresden kennenlernt. Er verlässt Venedig ohne die Erlaubnis seines Dienstherrn und wird aus seiner Stellung entlassen.[75]
- Giuseppe Torelli wird in die Capella musicale an San Petronio in Bologna als Tenorviolist aufgenommen.[76]
- Joseph de Torres y Martínez Bravo wird an zum Organisten der königlichen Kapelle in Madrid ernannt.[77]
- Giuseppe Felice Tosi wird Kapellmeister an San Giovanni in Monte in Bologna.[78]
- Gennaro Ursino wird am Conservatorio dei Poveri di Gesù Cristo Assistent des Direktors Giovanni Salvatore, dem er 1688 als Direktor nachfolgt.[79]
- Matías Juan de Veana ist Maestro am Monasterio de las Descalzas Reales in Madrid.[80]
- Gaetano Veneziano wird ordentliches Mitglied an der königlichen Hofkapelle in Neapel.[81]
- Nach Einträgen im Tagebuch des Grafen von Dangeau spielt Robert de Visée abends regelmäßig am Bett Ludwigs XIV. Gitarre.[82]
- Giovanni Buonaventura Viviani ist Kapellmeister des Prinzen von Bisignano.[83]
- Georg Caspar Wecker, bisheriger Organist an St. Egidien in Nürnberg wird bis zu seinem Tod Organist an der Sebalduskirche.[84]
- Andreas Werckmeister verwendet in seinem Musicae mathematicae hodegus curiosus, oder richtiger musicalischer Weg-Weiser die Begriffe Dux und Comes in ihrer modernen Bedeutung.[85]
- Nach einem Studium in Komposition und Kontrapunkt bei Georg Caspar Wecker in Nürnberg wird Christian Friedrich Witt am 1. Juni 1686 als Kammerorganist am Hof in Gotha eingestellt.[86]
- Marc’Antonio Ziani wird am 28. September 1686 maestro di cappella di chiesa bei Ferdinando Carlo Gonzaga, dem letzten Herzog von Mantua.[87]

### Opern und andere Bühnenwerke
- Francesco Ballarotti (1660–1712)
  - Enea in Italia, Dramma per musica in drei Akten, uraufgeführt im Palazzo Ducale in Mailand, Zusammenarbeit mit Paolo Magni und Carlo Ambrogio Lonati (Zwei Arien)
- Giovanni Battista Bassani
  - Vitige, Rè de'Vandali, Dramma per musica in drei Akten, uraufgeführt im Februar in Ferrara
- Ercole Bernabei
  - Erote ed Anderote, Libretto: Ventura Terzago, uraufgeführt in München (Musik verschollen)
- Giuseppe Antonio Bernabei
  - L’Ascanio in Alba, Melodramma in drei Akten, Libretto: Francesco Sbarra, uraufgeführt am 19. Februar in St. Salvator in München
- Jean Baptist de Boësset
  - Alphée et Arétuse, Tragédie, Libretto: M. Boucher, Aufführung posthum im Oktober 1686 in Schloss Fontainebleau
- Wolfgang Carl Briegel
  - Die siegende Weisheit, 8. Januar 1686, nur Libretto vorhanden OCLC 257317094
  - Die wahren Seelenruhe oder gekrönte Eustathia, Tragikomödie, Mai, Darmstadt, nur Libretto vorhanden
  - Die triumphierende Tugend, Opéra-Ballet, 29. Juli, Darmstadt, nur Libretto vorhanden
- Giovanni Lorenzo Cattani
  - Gneo Marzio Coriolano, Oper, Libretto: Giovanni Andrea Moniglia, uraufgeführt am 25. Mai in Florenz (Musik verschollen) OCLC 1140158187 (Digitalisat Google Books)
- Marc-Antoine Charpentier
  - La descente d’Orphée aux enfers H488 RISM ID: 840024171
  - Idyle sur le retour de la santé du roi H489 RISM ID: 840024063
- Filippo Colonnese
  - L’amor vince fortuna, Dramma per musica in einem Prolog und drei Akten, Libretto: Carlo Sigismondo Capece, uraufgeführt im Haus Capeces in Rom. RISM ID: 840011471
- Johann Dominicus Deichel
  - Sagittae parvulorum, uraufgeführt am 6. September am Jesuitenseminar in Landshut, Golowitz Landshut OCLC 165845031 (Digitalisat MDZ)
- Michel-Richard Delalande
  - 28. Januar: Das Ballet de la jeunesse zu einem Libretto von Antoine Morel (um 1648–1711) wird im petit théâtre [Kleinen Theater] in Versailles aufgeführt. Es besteht aus einem Prolog und drei Intermedien. Es kam zu weiteren Aufführungen am 4., 11., 18. und 21. Februar. Gedruckt wurde es im selben Jahr bei Christophe Ballard in Paris.
- Henry Desmarest
  - Endymion, Tragédie en musique in einem Prolog und fünf Akten, uraufgeführt in Versailles im Februar (verschollen)
  - La Diane de Fontainebleau, Divertissement, uraufgeführt am 2. November in Fontainebleau
- Antonio Draghi
  - Lo studio d’amore, Introduzione ad un balletto, Libretto: Nicolò Minato, uraufgeführt am 13. Januar in den kaiserlichen Gemächern der Wiener Hofburg OCLC 1081995610
  - Le scioccaggini degli Psilli, Trattenimento musicale, Libretto: Nicolò Minato, uraufgeführt in der Wiener Hofburg
  - Il nodo gordiano, Festa teatrale, Libretto: Nicolò Minato, uraufgeführt am 11. Juni in der Wiener Hofburg OCLC 314240953
  - Le ninfe ritrose, Introduzione d’un balletto, Libretto: Nicolò Minato, uraufgeführt am 22. Juli im Park der Wiener Hofburg OCLC 314240953 (Digitalisat Staatsbibliothek zu Berlin)
  - Il ritorno di Teseo dal labirinto di Creta, Introduzione d’un balletto, Libretto: Nicolò Minato, uraufgeführt in der Wiener Hofburg (Digitalisat europeana)
  - La grotta di Vulcano, Introduzione d’un balletto, Libretto: Nicolò Minato, uraufgeführt in der Wiener Hofburg (Digitalisat europeana)
- Giuseppe Fabbrini
  - La forza del sangue e della pietà, Oper, Libretto: Girolamo Gigli, uraufgeführt 15. Februar im Collegio Tolomei in Siena OCLC 165902860 (Digitalisat MDZ)
- Johann Wolfgang Franck
  - Der glückliche Groß-Vezier Cara Mustapha, erster Theil, nebenst der grausahmen Belagerung und Bestürmung der Kayserlichen Residentz-Stadt Wien, Libretto: Lukas von Bostel (2 Teile, Hamburg, Theater am Gänsemarkt) (Digitalisat Staatsbibliothek zu Berlin)
  - Die 1680 in Hamburg uraufgeführte deutsche Oper Die Drey Töchter des Cecrops von Johann Wolfgang Franck wurden in einer erweiterten Fassung wahrscheinlich in Ansbach aufgeführt. RISM ID: 453012058
- Domenico Gabrieli
  - Le generose gare tra Cesare e Pompeo (Dramma per Musica, Libretto: Rinaldo Cialli, Venedig) (Digitalisat MDZ)
  - Il Mauritio (Dramma per Musica, Libretto: Adriano Morselli, 1686, Venedig) OCLC 8338394 RISM ID: 451019166
  - 26. Dezember: Im venezianischen Teatro San Salvatore wird Domenico Gabriellis Oper Il Maurizio uraufgeführt. Die Oper wird ein großer Erfolg und erlebt in den folgenden 20 Jahren eine ganze Reihe von Aufführungen an verschiedenen Bühnen Italiens (teilweise in revidierter Form)[88]
- Francesco Gasparini
  - Olimpia vendicata, Dramma per musica in drei Akten, uraufgeführt im Dezember in Livorno
  - Roderico, Dramma per musica in drei Akten, uraufgeführt im Dezember in Livorno RISM ID: 450014770
- Antonio Giannettini – Amor sincero, Serenata, Text: Nicolò Beregan, uraufgeführt im Juli in Venedig
- Louis Grabu – Suite á 2 komponiert für das Schauspiel The Maid’s Tragedy von Francis Beaumont und John Fletcher (Digitalisat IMSLP)
- Johann Philipp Krieger
  - Die bewährte Liebes-Kur, Oper, Eisenberg, 1686
- Flavio Carlo Lanciani – La forza del sangue, o vero Gl'equivoci gelosi, Januar
- Leopold I. – Schauspielmusik zu einer Komödie[89]
- Carlo Ambrogio Lonati
  - I due germani rivali, Dramma per musica in drei Aufzügen, uraufgeführt im Oktober im Palazzo Fontanelli in Modena
- Jean-Baptiste Lully

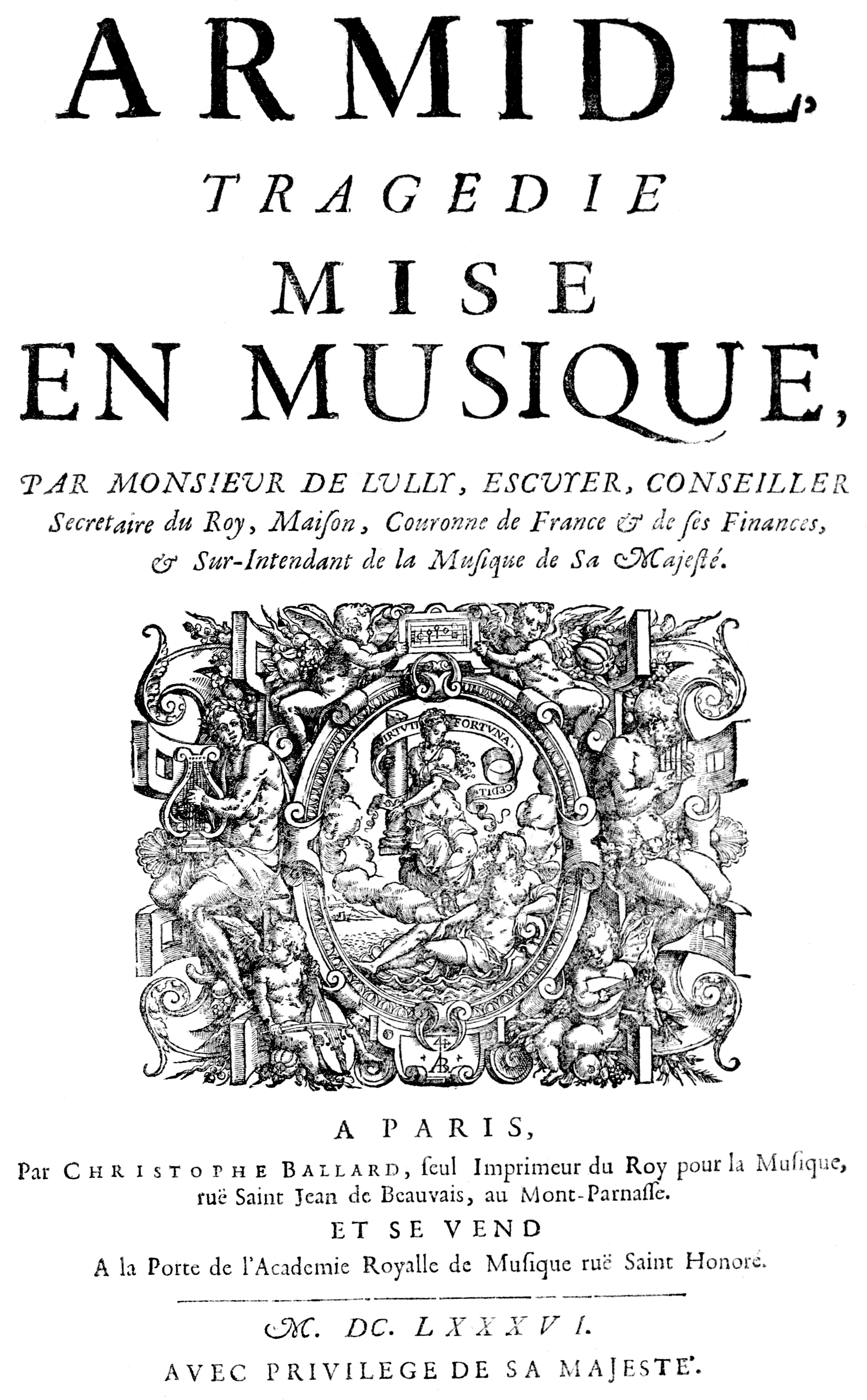
Armide, Titelblatt der Partitur-Erstausgabe, Paris 1686

- - 15. Februar: Die Tragédie en musique Armide des italienischen Komponisten Jean-Baptiste Lully auf das Libretto von Philippe Quinault wird im Thèâtre du Palais-Royale in Paris uraufgeführt. Die Uraufführung findet nicht am Hof von König Ludwig XIV. statt, denn Lully ist in Ungnade gefallen und der König empfängt ihn nicht mehr. Lully hoffte jedoch, die Protektion des Königs wieder zu erlangen.
  - 06. September: Die Pastorale heroïque Acis et Galatée von Jean-Baptiste Lully auf das Libretto von Jean-Galbert de Campistron wird erstmals im Schloss Anet anlässlich einer Jagdpartie des Dauphins gegeben. Die Oper ist eine subtile Huldigung an den Thronfolger und damit an König Ludwig XIV. Eine weitere Aufführung erfolgte am 17. September in der Operá in Paris. Dieses Mal mit Maschinen.
- Marin Marais – Idylle dramatique, Divertissement in drei Szenen, uraufgeführt in Versailles im April (verschollen)
- Alessandro Melani
  - L’innocenza vendicata, overo La Santa Eugenia, Dramma per musica in drei Akten, Libretto: Giulio Bussi, Uraufführung am 6. März in Viterbo
  - Il finto chimico, Dramma per musica in drei Akten, Libretto: Giovanni Cosimo Villifranchi, Uraufführung am 10. September 1686 in der Villa di Pratolino bei Florenz. Die Rolle des Graticcio sang der italienische Sänger Ippolito Fusai.[90]
- Teofilo Orgiani – Il vitio depresso e la virtù coronata, Libretto: Aurelio Aureli, uraufgeführt am 24. November im Teatro San Angelo in Venedig (Musik verschollen)
- Carlo Pallavicino
  - 18. Januar: Carlo Pallavicinos Oper Amore inamorato mit dem Libretto von Matteo Noris, uraufgeführt in der Karnevalssaison in San Giovanni Grisostomo
  - Didone delirante, Libretto: Antonio Franceschi, Dramma per musica in 3 Akten, in Santi Giovanni e Paolo in Venedig
  - L’amazone corsara ovvero L’Alvida regina de' Goti, Libretto: Giulio Cesare Corradi, Dramma per musica in 3 Akten, uraufgeführt uraufgeführt am 1. Februar in Santi Giovanni e Paolo in Venedig (Digitalisat MDZ)
  - Elmiro re di Corinto, Libretto: Vincenzo Grimani und Girolamo Frisari, Dramma per musica in 3 Akten, uraufgeführt am 26. Dezember in San Giovanni Grisostomo in Venedig
- Bernardo Pasquini – Il silentio d’Arpocrate, Dramma per musica, Text: Nicolò Minato, am 26. Januar uraufgeführt im Palazzo Colonna in Rom
- Giovanni Battista Pederzuoli – Musica per una festa di carnevale, Text: Nicolò Minato, Wien
- Giacomo Antonio Perti
  - L’Incoronazione di Dario, Dramma per musica, Libretto: Adriano Morselli, am 13. Januar uraufgeführt im Palazzo Malvezzi De’ Medici in Bologna
  - La Flavia, Dramma per musica, Libretto: Giorgio Maria Rapparini, am 16. Februar uraufgeführt im Palazzo Malvezzi De’ Medici in Bologna OCLC 40405126 darin enthalten Son guerriero altiero RISM ID: 1001163548
- Carlo Francesco Pollarolo
  - I delirii per amore, Dramma per musica in drei Akten, Libretto: Francesco Miliati, Brescia, 20. Januar
  - Il Licurgo, overo Il cieco d’acuta vista, Dramma per musica in drei Akten, Libretto: Matteo Noris, Venedig, Teatro Sant’Angelo, Februar OCLC 824219085 (Digitalisat MDZ)
  - Enea in Italia, Dramma per musica in drei Akten, Libretto: Giacomo Francesco Bussani, Aufführung in der Regio Nuovo in Mailand
- Claudio Porsile – Nerone, Neapel
- Francesco Rossi
  - Il Seiano moderno della Tracia, Libretto: A. Girapoli, aufgeführt im Teatro San Moisè in Venedig OCLC 824219289 Digitalisat MDZ
- Bernardo Sabadini
  - Furio Camillo
- Alessandro Scarlatti
  - Clearco in Negroponte, Dramma per musica in drei Teilen, Libretto: Antonio Arcoleo, uraufgeführt im Palazzo Reale in Neapel
  - Etio, Dramma per Musica in drei Akten, Libretto: Adriano Morselli, Uraufführung: 14. Februar 1686 im Palazzo Reale in Neapel (Zuordnung zweifelhaft)
  - L’Olimpo in Mergellina, Serenata, Libretto: Benedetto Pamphili, uraufgeführt am 25. August in Mergellina, Neapel
  - Rosmene o vero L’infideltà fedele, Melodramma in drei Teilen, Libretto: Giuseppe Domenico de Totis, uraufgeführt im Palazzo Doria-Pamphilj in Rom[Digitalisat 1]
- Johannes Schenck
  - Opera op de Zinspreuk „Zonder Spys en Wyn, Kan geen Liefde zyn“. Diese Oper war eine der ersten in niederländischer Sprache. Sie wurde unter dem Titel Bacchus, Ceres und Venus rekonstruiert, da das Originalnotenmaterial nicht mehr vorhanden ist, aber viele Teile in anderen Ausgaben überliefert waren. Das Libretto stammt von Govard Bidloo.
- Theodor Schwartzkopf – Historia resurrectionis Domini nostri Jesu Christi secundum quatuor evangelistas
- Johann Bernhard Staudt – Reconciliatio Naturae, Schuldrama, Jesuitengymnasium, Wien OCLC 257916865 (Digitalisat Europeana)
- Agostino Steffani
  - Die Oper Servio Tullio, ein „dramma per musica“ in drei Akten, Libretto von Ventura Terzago, wird im Januar im Hoftheater in München uraufgeführt. Zu dieser Oper schrieb der französische Komponist Melchior d’Ardespin (1643–1717) eine Ballettmusik.
- Giuseppe Felice Tosi – Il Giunio Bruto, uraufgeführt am 4. Januar 1686 im Tetro Formagliari in Bologna
- Giovanni Buonaventura Viviani – L’Elidoro, o vero Il fingere per regnare, Uraufführung am 15. Juni
- Marc’Antonio Ziani
  - L’Alcibiade wird nach der Uraufführung 1680 in Modena aufgeführt.
  - Tullo Ostilio, Alba soggiogata da Romani wurde in Reggio aufgeführt, nachdem sie in der Karnevalssaison 1685 in Venedig uraufgeführt worden war.[87]
- Das bezwungene Ofen, Komponist und Librettist unbekannt, Musik verschollen. Uraufführung in Leipzig, gedruckt in Leipzig bei Johann Georg. Das Werk feierte den Sieg der kaiserlichen, bayerischen, sächsischen und brandenburgischen Truppen gegen das Osmanische Reich. Es besteht aus einem Prolog und drei Akten, eingeteilt in einzelne Szenen, 32 Arien und Rezitativen.[91]OCLC 504445170

### Instrumentalmusik
- Giovanni Battista Ariosti (* 1668)
  - Modo facile di suonare il sistro nomato il timpano [Einfache Art das Sistrum, das Timpanum genannt wird, zu spielen], Sammlung von 40 Tanzmelodien, Bologna RISM ID: 990001423
- Giovanni Bononcini – Sinfonie a tre istromenti col basso per l’organo op. 4, Bologna
- Robert Carr – The Delightful Companion, Solostücke für Blockflöte
- Pietro degli Antonii – Suonate a violino solo col basso continuo per l’organo op. 5, Giacomo Monti, Bologna OCLC 57019061 RISM ID: 990013191
- Thomas Farmer – A Consort of Musick in Four Parts Containing 33 Lessons Beginning with an Overture, London RISM ID: 990017391
- Gottfried Finger – Sonate für drei Blockflöten OCLC 724549009
- Carolus Hacquart
  - Harmonia parnassia sonatarum op. 2, eine Sammlung Triosonaten und Quartettsonaten OCLC 980703806
  - Chelys op. 3, 12 Suiten für Viola da Gamba und Basso continuo, Den Haag RISM ID: 990024436
- Johann Caspar von Kerll – Modulatio organica super Magnificat octo ecclesiasticis Tonis respondens (Bearbeitungen des Magnificat in den 8 Kirchentönen, München) RISM ID: 650013842
- Jean Baptiste Lully – Airs pour le carrousel de Monseigneur für Orchester
- Marin Marais – Premier livre de pièces à une et à deux violes (1. Buch mit Gambenstücken; ohne Continuostimme, die erst 1689 veröffentlicht wird)
- Clemente Monari – Balletti e correnti da camera, für zwei Violinen und Basso continuo op. 1, Gioseffo Micheletti, Bologna OCLC 57463299 RISM ID: 990041654
- Johann Christoph Pezel
  - Opus Musicum Sonatarum Praestantissimarum Senis Instrumentis (bei Balthasar Christoph Wust in Frankfurt verlegt) Instructum für zwei Violinen, drei Violen, Fagott und Basso continuo RISM ID: 990049229
  - Musica curiosa Lipsiaca (verschollen)
- Giuseppe Torelli
  - 10 Sonate a tre stromenti con il basso continuo, op. 1, Gioseffo Micheletti, Bologna OCLC 844470492 RISM ID: 990064487
  - 12 Concerti da camera a due violini e basso, op. 2, Gioseffo Micheletti, Bologna RISM ID: 990064489
- Robert de Visée – Livre de pièces pour la Guitarre (Digitalisat IMSLP)
- Romanus Weichlein – Canon über das Post-Hörnl a violinis

### Vokalmusik

#### Geistlich
- Pirro Albergati
  - Nabucodonosor, Oratorium, uraufgeführt am Palmsonntag in Santa Maria di Galliera in Bologna (Musik verschollen)
- Giulio d’Alessandri Chiapetta (1647–1712)
  - La Bersabea, Oratorium, 1686 komponiert OCLC 80910505
- Bonaventura Aliotti
  - Il Sansone, uraufgeführt in Neapel
- Cataldo Amodei (1650–1695)
  - La Susanna, Oratorium
- Giovanni Battista Bassani
  - La morte delusa dal pietoso suffragio, Oratorium für fünf Solostimmen, vierstimmigen Chor und Instrumente, Libretto: Ambrosio Ambrosini, Ferrara, 1686 OCLC 224563015 (Digitalisat IMSLP)
- Manuel Blasco (um 1628 in Quito – um 1696 in Quito)
  - Villancico. Im Archiv der Kathedrale von Bogota.[92]
- Johann Melchior Caesar
  - Missae breves octo a 4 vocibus & 2. violinis concertantibus ac totidem vocibus & violis cum fagotto accessoriis ad beneplacitum op. 2, Augsburg RISM ID: 990007815
- Marc-Antoine Charpentier
  - Elevatio Nonne Deo subjecta erit H 258 RISM ID: 840024066
  - Domine salvum fac regem, Motette H 295 RISM ID: 840024285
  - Ad beatam virginem canticum „Hodie salus huic domui facta est“ Motette H 340 RISM ID: 840024058
  - Gratiarum actiones pro restituta Regis christianissimi sanitate anno 1686‚Circumdederunt me dolores‘, H 341 RISM ID: 840014355
  - Pour Ste Thérèse „Flores o gallia“, Motette H 342 RISM ID: 840024061
  - Magdalena lugens voce sola cum symphonia H 343 RISM ID: 840024062
  - In festo corporis Christi canticum „Venite ad me“, Motette H 344 RISM ID: 840024284
  - Canticum Zachariae „Benedictus Dominus Deus“ H 345 RISM ID: 840024065
  - Caecilia virgo et martyr, Histoires sacrée (Oratorium) H.415 & H.415 a RISM ID: 840024059
  - … gaudium meum qui es pax, Motette H 430 RISM ID: 840024061
  - Gratitudinis erga Deum canticum „Os meum cur taces“ H 431
  - Seconde partie du noël français qui commence par Que nos soupirs, Seigneur H 483b RISM ID: 840024287
- Sebastiano Cherici
  - Compieta concertata e breve a 3 e 4 voci con violini e ripieni a beneplacito op. 3, Bologna OCLC 1114050825
  - Motetti sagri für zwei bis drei Stimmen, Violinen ad libitum und Basso continuo op. 4
  - Il trionfo delle pace, Ferrara RISM ID: 840011143
  - Il trionfo della fede ne' sponsali di Sofronia, ed' Olindo, Oratorium (Uraufführung: 22. November 1686 in Ferrara) OCLC 762007856
- Giulio d’Alessandri Chiapetta (1647–1712)
  - La Bersabea, Oratorium, 1686 komponiert
- Pascale Collasse
  - Motets et Elévations pour la Chapelle du Roy, Paris OCLC 1040262862 (archive.org)
- Giovanni Paolo Colonna
  - La profezia d’Eliseo nell’assedio di Samaria, Oratorium, Libretto: Giovanni Battista Neri, Modena OCLC 910918236 Die Uraufführung fand am 16. März 1686 in Modena statt. Es ist Colonnas elftes Oratorium.[93]
  - Absalonne, Oratorium (Modena) OCLC 658508387 RISM ID: 840011124 (Digitalisat Gallica)
  - Il Mosè legato di Dio e liberator del popolo ebreo, Oratorio, Libretto: Giovanni Battista Giardini, Modena (Digitalisat IMSLP)
  - Il secondo libro de salmi brevi a otto voci con uno o due organi se piace con il Te Deum op. 7 (Bologna, 1686) OCLC 658601556
- Michel-Richard Delalande
  - Ecce, nunc benedicite, Psalm 134, Grand Motet
  - Laudate Dominum, omnes gentes, Psalm 117, Grand Motet
  - Quam dilecta tabernacula, Psalm 84, Grand Motet, zweite Version
  - Domine, Dominus noster, Psalm 8, Grand Motet
  - Laudate pueri Dominum, Psalm 113, Grand Motet
- Antonio Draghi – Il dono della vita eterna, Sepolcro (Rappresentazione sacra al Santissimo Sepolcro), Libretto: Nicoló Minato, uraufgeführt am 12. April in Wien
- Henry Dumont – Motets pour la Chapelle du Roi, posthum gedruckt bei Christophe Ballard in Paris
- Stefano Filippini – Salmi brevi á 8 op. 12 RISM ID: 990017972
- Johann Fischer – Himmlische Seelenlust für Singstimme und Instrumentalbegleitung, Zwölf Arien und sechs Madrigale, Nürnberg (Digitalisat MDZ)
- Johann Philipp Förtsch – Geistliche Kantaten und Konzerte
- Antonio Foggia – Innocentium clades, Oratorium, Text: Antonio Politauro, uraufgeführt in Rom (Musik verschollen)
- Joachim Gerstenbüttel – Ach Herr, wie ist meiner Feinde für zwei Soprane, Alt, Tenor, Bass, zwei Violinen, zwei Violas, Fagott und Basso continuo RISM ID: 452019847
- Johann Krieger
  - ecce qoumodo moritur justusConfitebor tibi Domine, Kantate[94]
- Johann Philipp Krieger
  - Die Gerechten werden weggerafft, Trauermusik für Sopran, Alt, Tenor und Bass mit Streichorchester und Orgel RISM ID: 1001087513
  - Ecce quomodo moritur justus, Kantate RISM ID: 211004718 Digitalisat Sachsen Digital
- Isabella Leonarda – 14 Motetti a voce sola op. 12, Novara
- Johann Jakob Löwe
  - Zwei Kirchenlieder, Text: Christian Hoffmann von Hoffmannswaldau, im Lüneburgischen Gesangbuch veröffentlicht
  - Sufficit nunc Domine für Singstimme und fünf Instrumente (verschollen)
- Carlo Ambrogio Lonati – L’innocenza di Davide, Oratorium, Libretto: Francesco Sacrati, Modena
- Jean-Baptiste Lully – Notus in Judea (Grand motet, 1685 oder 1686)
- Johann Valentin Meder
  - Wünschet Jerusalem Glück, Motette RISM ID: 452026032
  - Gott, der du wehlst die Regenten auf Erden, Musicalischer Dialogus auf bevorstehendes Hl. Weynachtsfest (verschollen)
- Alessandro Melani
  - Il giudizio di Salomone, Bologna (verschollen)
  - San Eugenia, Libretto: Giulio Bussi
- Pierre Menault – Missa sex vocibus ad imitationem moduli: ‚Tu es spes mea‘, Christophe Ballard, Paris RISM ID: 990040913
- Jean Mignon – Missa quatuor vocibus cui titulus: ‚Psallite sapienter‘, Christophe Ballard, Paris RISM ID: 990041385
- Pablo Nasseri – Arde en incendis de Amor, Villancico
- Guillaume-Gabriel Nivers – Les Offices divins à l’usage des dames et demoiselles, Sammlung mit Motetten für den Gebrauch am Mädcheninternat Saint Cyr OCLC 936596781 RISM ID: 840018040
- Johann Pachelbel – Dixit Dominus zu vier Stimmen und fünf Instrumenten
- Giuseppe Pacieri – L’adorazione de’ Magi, Oratorium, am 24. Dezember 1686 im Apostolischen Palast in Rom (Musik verschollen)
- Carlo Pallavicino – Il trionfo dell’innocenza, Libretto: Francesco Maria Piccioli, Oratorium, uraufgeführt im Ospedale degli Incurabili in Venedig, (verschollen)
- Bernardo Pasquini – L’idolatria di Salomone, Oratorium, uraufgeführt im Collegio Clementino in Rom
- Giovanni Battista Pederzuoli – La sorte sopra la veste di Cristo, Text: Nicolò Minato, Wien, 11. April (verschollen)
- Giacomo Antonio Perti – La Beata Imelde Lambertini, Oratorium, uraufgeführt in Bologna Ende März
- Francesco Petrobelli – Salmi dominicali á 8 op. 19 (verschollen)
- Johann Schelle
  - Missa á 24 (verschollen)
  - Missa á 19 (verschollen)
  - Missa á 21 (verschollen)
  - Fide Deo ut fidit resolutis á 3 (verschollen)
  - Laudate Dominus á 8 (verschollen)
  - Nunc dimittis á 20 (verschollen)
- Christian Andreas Schulze – Historia resurrectionis Domini nostri Jesu Christi secundum quatuor evangelistas
- Matteo Simonelli – Missa „Buda expugnata fusis ad Deum praecibus“ RISM ID: 857002061
- Francesc Soler – Completes a 15
- Johann Bernhardt Staudt – Reconciliatio Naturae
- Georg Christoph Strattner
  - Du Hirte Israel, Kantate für vier Stimmen, zwei Violinen, drei Bratschen, Kontrabass, Fagott und Orgel
- Wassili Polikarpowitsch Titow – Psaltïr' rifmovannaya (Псалтырь рифмованная or Псалтырь римфотворная)
- Giovanni Battista Tomasi
  - L’invenzione del santissimo sangue, Oratorium, Padua
  - Il martirio di S Agata, Oratorium, Libretto: P. Abondi, Padua
  - La superbia punita, ovvero Il Nabuccodonosor, Oratorium, Padua
- William Turner
  - God showeth me his goodness, Anthem RISM ID: 806041215
  - Hold not thy tongue, O God, Anthem RISM ID: 806041214
  - O praise the Lord for it is a good thing, Anthem RISM ID: 800262158
  - Preserve me, O God, Anthem, komponiert am 24. August RISM ID: 109192
- Giovanni Battista Vitali – L’ambitione debellata overo La caduta di Monmuth, Oratorium, Libretto: G. A. Canal, in Modena 1686 aufgeführt OCLC 62615371
- Petrus Laurentius Wockenfuß – Tröstlich auss dem Grabe von der Seelen-Freude der Seelig-sterbenden Erschallendes Echo, Trauerkantate zu vier Stimmen, Regensburg RISM ID: 990069127
- Marc’Antonio Zianii – La Giuditta, Oratorium (in Modena 1686 aufgeführt)

#### Weltlich
- Isaac Blackwell – Setting of Flatman’s song for St Cecilia’s Day, 1686
- John Blow
  - Hail monarch, sprung of race divine, Ode für den New Year’s Day für Alt, Tenor, Bass, vierstimmigen Chor, zwei Violine, zwei Violen und Basso continuo RISM ID: 806042879 Das Werk wurde am Neujahrstag 1686 in Gegenwart von König Jakob II. aufgeführt.
  - If mighty wealth that gives the rules in d-Moll, Song RISM ID: 806251870
  - Vain are thy charms, fair creature, Catch
- Du Buisson – Premier livre d’airs sérieux et à boire à 2 & 3 RISM ID: 990015357
- Pelham Humfrey
  - Oh, that I had but a fine man, Song
- Christoph Kaldenbach – Werther Stul, gelehrte Zimmer, unsterblicher Nachruhm des … Herren Georg Fridrichs für Gesang, Violine und Basso continuo, 3. Mai RISM ID: 990032867
- Henry Purcell
  - An ape, a lion, a fox and an ass, Catch Z 241
  - Drink on till night be spent, Catch Z 248
  - Full bags, a brisk bottle, Catch Z 249
  - He that drinks is immortal, Catch Z 254
  - Once in our lives let us drink to our wives, Catch Z 264
  - The Macedon youth, Catch Z 276
  - The miller’s daughter, Catch Z 277
  - ‘Tis too late for a coach, Catch Z 280
  - Under a green elm lies Luke Shepherd’s helm, Catch Z 285
  - Under this stone lies Gabriel John, Catch Z 286
  - When V and I together meet, Catch Z 287
  - Wine in a morning makes us frolic and gay, Catch Z 289
  - Ye Tuneful Muses, Ode Z 344
  - Whilst Cynthia sung, all angry winds lay still, Song Z 438
  - Come, dear companions of th'Arcadian fields, Song Z 483
  - How great are the blessings 'A Health to King James, Song Z 483
  - Saccharissa’s grown old, Song Z 507
  - Sylvia, 'tis true you’re fair, Song Z 512
  - When Teucer from his father fled, Song Z 522

### Notensammlungen
- The Second book of the Pleasant Musical Companion, Verleger John Playford RISM ID: 993122034
- The Theater of Music, Verleger Henry Playford und John Carr RISM ID: 993122033

### Musiktheoretische Werke und Lehrwerke
- Giovanni Battista Ariosti = Modo facile di suonare il sistro, nomato il timpano, Bologna (Digitalisat Google books)
- Robert Carr – The delightful companion: or, choice new lessons for the recorder or flute, to which is added, several lessons for two and three flutes … also … instructions for beginners, and … graces proper to this instrument., 2. Auflage, John Playford, London RISM ID: 991015441
- Marzio Erculeo – Il canto ecclesiastico, Modena OCLC 77677718
- Wolfgang Michael Mylius – Rudimenta musices, das ist: eine kurtze und grundrichtige Anweisung zur Singe-Kunst, wie solche denen Knaben so wohl in Schulen, als in der Privat-Information wohl und richtig beyzubringen in welcher auch alle weitläufftige und zu solcher Unterrichtung unnöthige Regeln ausgelassen, das Nütz-lichste und Nothwendigste aber mit Fleiss angeführet und mit kurzen Exempeln der lieben Jugend zum Besten deutlich erkläret worden […] An Tag gegeben von W. M. M. M. T. C. M. G. Gotha, 1685 (Digitalisat MDZ)
- William Rogers – A New and Easie Method to Learn to Sing by Book[Digitalisat 2]
- Johann Sebastiani – Kurtze Nachricht, wie die Passion am Char-Freytage in einer recitirenden Harmonie abgehandelt und nebst denen darin befindlichen Liedern gesungen wird, der Gemeinde zum besten zusammengezogen, woraus sie selbstens mitlesen und singen kann, Königsberg
- Harald Vallerius – Disputatio physico-musica de modis OCLC 1234779687 Digitalisat Universität Uppsala
- Andreas Werckmeister – Musicae mathematicae hodegus curiosus, oder richtiger musicalischer Weg-Weiser. Calvisi, Franckfurt (Digitalisat Martin-Luther-Universität Halle-Wittenberg)

### Instrumentenbau

#### Tasteninstrumente
- Die Collezione Tagliavini in der Kirche San Colombano in Bologna besitzt ein 1686 vom Cembalobauer Padre Fabio da Bologna erbautes Cembalo.[95]
- Die dänischen Orgelbauer und Brüder Johan Petersen Botzen und Peter Petersen Botzen beginnen mit dem Bau der Orgel in der Frauenkirche in Kopenhagen.[96]
- Der Orgelbauer Eugenio Casparini beginnt mit dem Umbau der Orgel von Santa Maria Maggiore in Trient.
- Robert Clicquot beginnt unter Aufsicht des Organisten Jacques Boyvin mit dem Wiederaufbau der während eines Sturmes 1683 zerstörten Orgel in der Kathedrale von Rouen.[97]
- Der spanische Orgelbauer José de Echevarría II erbaut die Orgeln in Tolosa.[98]
- Der spanische Orgelbauer Domingo de Echevarría wirkt beim Bau einer Orgel in Palencia mit und erbaut die Orgel der Kathedrale von Valladolid.[98]
- Der spanische Orgelbauer Ventura de Echevarría restauriert die Orgeln der Kathedrale in Burgo de Osma.[98]
- Der Salzburger Orgelbauer Christoph Egedacher der Jüngere stellt die Orgel in der Klosterkirche St. Benedikt des Klosters Benediktbeuern fertig.
- Renatus Harris erbaut die Orgel der Popish Chapel in Whitehall, der Kathedrale von Hereford, der King’s College Chapel in Cambridge und beginnt den Bau der Orgel der St James’s Church, Piccadilly.[99]
- Der Orgelbauer Arp Schnitger beginnt mit dem Bau einer neuen Orgel in der Ludgerikirche in Norden.[100]
- Der englische Orgelbauer Father Smith fertigte die Orgel in St Katharine Cree in der City of London.[101] Zur Sachverständigenkommission zählten John Blow, Henry Purcell, John Moss und Francis Forcer.[102]

#### Saiteninstrumente

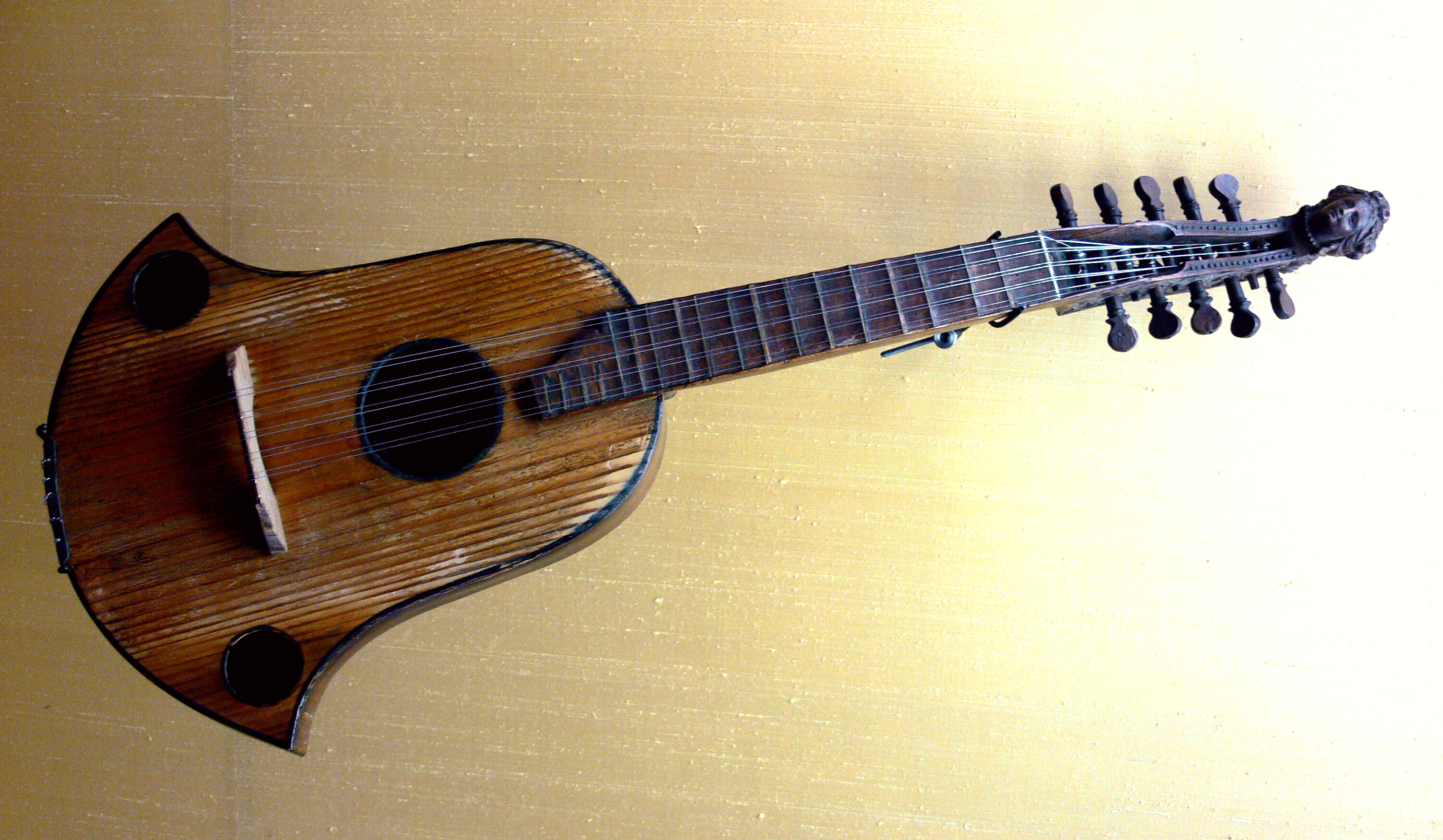
10-saitiges Hamburger Cithrinchen von Hinrich Kopp

- Hinrich Kopp baut das Hamburger Cithrinchen, eine kleinere Abart der Cister mit glockenförmigem Korpus.
- Joachim Tielke baut in Hamburg ein Baryton, das sich heute im Bestand des Victoria and Albert Museums befindet.[103]
- Antonio Stradivari stellt die heute unter dem Namen Golden Bell bekannte Geige fertig.

## Geboren

### Geburtsdatum gesichert
- 23. April: Bernard Gates, englischer Komponist, Chorsänger und -leiter († 1773)
- 25. April: Hans Georg Benda, böhmischer Musiker († 1757)
- 08. Juni: Johannes Creutzburg, deutscher Orgelbauer († 1738)
- 24. Juni: Domenico Montagnana, italienischer Geigenbauer († 1750)
- 05. Juli: Christoph Raupach, deutscher Organist und Komponist († 1758)
- 24. Juli: Benedetto Marcello, italienischer Komponist des Barock († 1739)
- 25. Juli (getauft): Jacobus-Ludovicus di Martinelli, niederländischer Fagottist und Sänger († 1757)
- 17. August: Nicola Antonio Porpora, italienischer Komponist und Gesangslehrer († 1768)
- 19. August: Antonio Tonelli de Pietri, italienischer Cellist und Komponist († 1765)
- 29. August (getauft): Wilhelm Hieronymus Pachelbel, deutscher Komponist und Organist († 1764)
- 07. September: Jacques Danican Philidor, französischer Musiker († 1709)
- 25. September: Antonin Ignaz Stamitz, böhmischer Organist und Vater von Johann Stamitz († 1765)
- 07. Oktober (getauft): Charles Young, englischer Organist († 1758)
- 22. Oktober: Georg Balthasar Schott, deutscher Komponist, Kantor und Organist († 1736)
- 31. Oktober: Francesco Bernardi, genannt Senesino, italienischer Kastrat und Opernsänger in London († 1758)
- 10. November (getauft): Daniel Kodisch deutscher Instrumentenbauer, († 1747)
- 09. Dezember: Johann Ernst Muffat, Violinist, Sohn von Georg Muffat († 1746)
- 15. Dezember (getauft): Jean-Joseph Fiocco, flämischer Komponist und Kapellmeister († 1746)
- 25. Dezember: Giovanni Battista Somis, italienischer Violinist und Komponist († 1763)
- 27. Dezember: John Banister, englischer Blockflötist († nach 1730)

### Genaues Geburtsdatum unbekannt
- Giuseppe Besozzi, italienischer Oboist († 1760)
- François Campion, französischer Theorbist, Komponist und Musiktheoretiker († 1747)
- Giovanni Nicola Chiabrano, italienischer Tanzmeister und Geiger († 1776)
- Antoine Delerablée, französischer Instrumentenbauer († 1734)
- Marie-Anne Delalande, französische Sängerin, Tochter von Michel-Richard Delalande und seiner Frau der Sängerin Anne Rebel[16]
- Andrea Stefano Fiorè, italienischer Komponist († 1732)
- Joseph de La Font, französischer Librettist und Autor († 1725)
- Marie-Anne Rebel, französische Sängerin († 1711)
- Johann Georg Rohrer, elsässischer Orgelbauer († 1765)
- Philipp Franz Schleich, deutscher Orgelbauer († 1723)
- Charles Young, englischer Organist († 1758)

## Gestorben

### Todesdatum gesichert
- 24. Februar: Ferdinando Tacca, italienischer Architekt und Bühnenbildner (* 1619)
- 19. April: Matthias Tretzscher, deutscher Orgelbauer (* 1626)
- 18. Juni: Johann Quirsfeld, deutscher evangelischer Theologe, Komponist und Kantor (* 1642)
- 00. Juli: Giovanni Cesare Netti, italienischer Komponist (* 1649)
- 06. August: Paul Hainlein, deutscher Komponist und Trompetenmacher (* 1626)
- 06. August: Christoph Dressel, deutscher Orgelbauer
- 12. September: Johann Bach, Kantor in Ilmenau (* 1621)
- 03. Oktober (bestattet): Balthasar Erben, deutscher Kapellmeister und Komponist (* 1626)

### Genaues Todesdatum unbekannt
- Juan de Andueza, spanischer Orgelbauer (* 1650)
- Martin Boutet, Kapellmeister an der Pfarrkirche in Quebec (* 1617)
- Cornelis Kleynman, niederländischer Geigenbauer (* 1626)
- Hieronymus F. Kynseker, Instrumentenbauer (* 1636)
- Augustin Pfleger, Komponist und Kapellmeister böhmischer Herkunft (* 1635)
- John Playford, englischer Musikverleger (* 1623)
- Antonio Rivani, genannt Ciccolino, italienischer Kastrat der Stimmlage Sopran (* 1629)
- Jost Sieburg, deutscher Orgelbauer (* um 1605)

## Digitalisate
1. ↑  La Rosmene, R.337.11 als Digitalisat in der IMSLP
2. ↑  William Rogers: A New and Easie Method to Learn to Sing by Book als Digitalisat beim International Music Score Library Project